# 島清恋愛文学賞
島清恋愛文学賞（しませれんあいぶんがくしょう）は、金沢学院大学が主催・運営する、恋愛小説を対象とした日本の文学賞。
1994年、石川県美川町が町村合併40周年を記念して、同町出身の作家島田清次郎にちなんで創設。2005年の市町村合併により白山市主催となった。2011年を最後に廃止されたが、推薦委員が独自に存続させる意向を示し、地元の文芸者を中心に設立された民間団体「日本恋愛文学振興会」に運営を移行するかたちで2013年より再開。しかし継続が困難になったことから、2014年からは北陸地方で唯一文学部を有する金沢学院大学が運営を継承した。2025年現在の選考委員は村山由佳、桜木紫乃、島田雅彦、秋山稔（金沢学院大学長・泉鏡花記念館長）の4人。受賞者には正賞として賞状、副賞として50万円が贈られる（白山市主催時代は、正賞にブロンズ像、副賞として100万円が贈られていた）。
同時開催で、市内に居住または通学する小・中・高校生を対象とした「島清ジュニア文芸賞」もある。（2012年度からは白山市主催の「白山市ジュニア文芸賞・島清部門」。）

## 受賞作一覧

### 第1回から第10回
| 回（年）           | 賞   | 受賞者     | 受賞作                           | 刊行                   |
| ------------------ | ---- | ---------- | -------------------------------- | ---------------------- |
| 第1回（1994年度）  | 受賞 | 髙樹のぶ子 | 『蔦燃』                         | 1994年9月 講談社       |
| 第2回（1995年度）  | 受賞 | 山本道子   | 『瑠璃唐草』                     | 1995年3月 講談社       |
| 第3回（1996年度）  | 受賞 | 坂東眞砂子 | 『桜雨』                         | 1995年10月 集英社      |
| 第4回（1997年度）  | 受賞 | 野沢尚     | 『恋愛時代』                     | 1996年12月 幻冬舎      |
| 第5回（1998年度）  | 受賞 | 小池真理子 | 『欲望』                         | 1997年7月 新潮社       |
| 第6回（1999年度）  | 受賞 | 藤田宜永   | 『求愛』                         | 1998年5月 文藝春秋     |
| 第7回（2000年度）  | 受賞 | 阿久悠     | 『詩小説』                       | 2000年1月 中央公論新社 |
| 第8回（2001年度）  | 受賞 | 藤堂志津子 | 『ソング・オブ・サンデー』       | 2000年11月 文藝春秋    |
| 第9回（2002年度）  | 受賞 | 岩井志麻子 | 『自由戀愛』                     | 2002年3月 中央公論新社 |
| 第10回（2003年度） | 受賞 | 谷村志穂   | 『海猫』                         | 2002年9月 新潮社       |
| 第10回（2003年度） | 候補 | 唯川恵     | 『今夜 誰のとなりで眠る』        | 2002年12月 集英社      |
| 第10回（2003年度） | 候補 | 佐藤亜有子 | 『抱いて、そしてそのまま殺して』 | 2003年5月 河出書房新社 |

### 第11回から第20回
| 回（年）           | 賞   | 受賞者       | 受賞作                               | 刊行                      |
| ------------------ | ---- | ------------ | ------------------------------------ | ------------------------- |
| 第11回（2004年度） | 受賞 | 井上荒野     | 『潤一』                             | 2003年11月 マガジンハウス |
| 第11回（2004年度） | 候補 | 唯川恵       | 『100万回の言い訳』                  | 2003年9月 新潮社          |
| 第11回（2004年度） | 候補 | 辻仁成       | 『いまこの瞬間愛しているということ』 | 2003年11月 集英社         |
| 第11回（2004年度） | 候補 | 三浦しをん   | 『私が語りはじめた彼は』             | 2004年5月 新潮社          |
| 第12回（2005年度） | 受賞 | 小手鞠るい   | 『欲しいのは、あなただけ』           | 2004年9月 新潮社          |
| 第12回（2005年度） | 候補 | 関口尚       | 『あなたの石』                       | 2004年8月 集英社          |
| 第12回（2005年度） | 候補 | 村山由佳     | 『天使の梯子』                       | 2004年10月 集英社         |
| 第13回（2006年度） | 受賞 | 石田衣良     | 『眠れぬ真珠』                       | 2006年4月 新潮社          |
| 第13回（2006年度） | 候補 | 有村かおり   | 『リサレクション』                   | 2005年11月 講談社         |
| 第13回（2006年度） | 候補 | 野中柊       | 『きみの歌が聞きたい』               | 2006年4月 角川書店        |
| 第14回（2007年度） | 受賞 | 江國香織     | 『がらくた』                         | 2007年5月 新潮社          |
| 第14回（2007年度） | 候補 | 山田詠美     | 『無銭優雅』                         | 2007年1月 幻冬舎          |
| 第14回（2007年度） | 候補 | 東野圭吾     | 『夜明けの街で』                     | 2007年6月 角川書店        |
| 第15回（2008年度） | 受賞 | 阿川佐和子   | 『婚約のあとで』                     | 2008年2月 新潮社          |
| 第15回（2008年度） | 候補 | 大崎善生     | 『スワンソング』                     | 2007年8月 角川書店        |
| 第16回（2009年度） | 受賞 | 村山由佳     | 『ダブル・ファンタジー』             | 2009年1月 文藝春秋        |
| 第16回（2009年度） | 候補 | 角田光代     | 『三月の招待状』                     | 2008年9月 集英社          |
| 第16回（2009年度） | 候補 | 伊藤たかみ   | 『カンランシャ』                     | 2009年6月 光文社          |
| 第17回（2010年度） | 受賞 | 桐野夏生     | 『ナニカアル』                       | 2010年2月 新潮社          |
| 第17回（2010年度） | 候補 | 唯川恵       | 『雨心中』                           | 2010年6月 講談社          |
| 第17回（2010年度） | 候補 | 有吉玉青     | 『カムフラージュ』                   | 2010年5月 角川書店        |
| 第18回（2011年度） | 受賞 | あさのあつこ | 『たまゆら』                         | 2011年5月 新潮社          |
| 第18回（2011年度） | 候補 | 西加奈子     | 『白いしるし』                       | 2010年12月 新潮社         |
| 第18回（2011年度） | 候補 | 白川道       | 『冬の童話』                         | 2010年11月 ポプラ社       |
| 第19回（2012年度） | 受賞 | 桜木紫乃     | 『ラブレス』                         | 2011年8月 新潮社          |
| 第20回（2013年度） | 受賞 | 林真理子     | 『アスクレピオスの愛人』             | 2012年9月 新潮社          |
| 第20回（2013年度） | 受賞 | 千早茜       | 『あとかた』                         | 2013年6月 新潮社          |

### 第21回から
| 回（年）           | 賞   | 受賞者         | 受賞作                         | 刊行                   |
| ------------------ | ---- | -------------- | ------------------------------ | ---------------------- |
| 第21回（2014年度） | 受賞 | 島本理生       | 『Red』                        | 2014年9月 中央公論新社 |
| 第22回（2015年度） | 受賞 | 吉村萬壱       | 『臣女』                       | 2014年12月 徳間書店    |
| 第23回（2016年度） | 受賞 | 乙川優三郎     | 『ロゴスの市』                 | 2015年11月 徳間書店    |
| 第23回（2016年度） | 受賞 | 山崎ナオコーラ | 『美しい距離』                 | 2016年7月 文藝春秋     |
| 第24回（2017年度） | 受賞 | 朝倉宏景       | 『風が吹いたり、花が散ったり』 | 2017年6月 講談社       |
| 第25回（2018年度） | 受賞 | 三浦しをん     | 『ののはな通信』               | 2018年5月 KADOKAWA     |
| 第26回（2019年度） | 受賞 | 綿矢りさ       | 『生のみ生のままで』           | 2019年6月 集英社       |
| 第27回（2020年度） | 受賞 | 山本文緒       | 『自転しながら公転する』       | 2020年9月 新潮社       |
| 第28回（2021年度） | 受賞 | 吉川トリコ     | 『余命一年、男をかう』         | 2021年7月 講談社       |
| 第29回（2022年度） | 受賞 | 吉田修一       | 『ミス・サンシャイン』         | 2022年1月 文藝春秋     |
| 第30回（2023年度） | 受賞 | 一穂ミチ       | 『光のとこにいてね』           | 2022年11月 文藝春秋    |
| 第30回（2023年度） | 受賞 | 上田岳弘       | 『最愛の』                     | 2023年9月 集英社       |
| 第31回（2024年度） | 受賞 | ヒコロヒー     | 『黙って喋って』               | 2024年1月 朝日新聞出版 |

## 選考委員
- 藤堂志津子 - 1994年から1999年まで
- 渡辺淳一 - 1994年から2013年まで
- 高樹のぶ子 - 1997年から2009年まで
- 小池真理子 - 2000年から2016年まで
- 藤田宜永 - 2010年から2020年まで（2020年の選考会直前に死去）[1]
- 村山由佳 - 2015年から
- 秋山稔 - 2015年から
- 林真理子 - 2017年から2022年まで
- 桜木紫乃 - 2023年から
- 島田雅彦 - 2023年から